# Villarán
Villarán es una localidad que pertenece al municipio de Medina de Pomar, en la comarca de “Las Merindades”, es partido judicial en la población de Villarcayo de Merindad de Castilla la Vieja, y está ubicado al noreste de la provincia de Burgos, en la comunidad autónoma de Castilla y León, reino de España.
El nombre escrito de Villarán no se encuentra hasta el año 1352 en el censo que manda hacer en toda Castilla el rey Pedro I, que dio lugar al denominado “Libro de las Behetrías”. En dicho libro cita a este núcleo de población como Villa Lerán, mostrando la siguiente frase, “este logar es solariego de fijos dalgo e del abad de Onna”; en definitiva, Villarán era un lugar solariego de personas que por linaje pertenecían a un estamento inferior de la nobleza, vinculadas con el abad del Monasterio de Oña, donde pagaban al rey moneda, servicios y fonsadera; y además, existían otros solares de fijos dalgo que estaban despoblados, y por tanto, no tenían renta que abonar.
Posteriormente, en el año 1752 el Marqués de la Ensenada comunica en su célebre “Catastro” que sus pobladores, entre los que se encuentra el poblado de Villarán, afirman pertenecer únicamente al rey, por tanto, era un lugar de realengo. Entre 1750 y 1754 todas las poblaciones que comprendían Castilla fueron sometidas a una encuesta para obtener una visión del Reino.

## Historia
Villarán fue un lugar de repoblación, apenas se conocen datos históricos, aunque aparece vinculado al Monasterio de San Salvador de Oña en el año 1275. Existe documentación al respecto en un escrito de García González de Torres, adelantado del Rey de Castilla la Vieja, dónde comunica la obligación a Sancho Pérez a devolver al monasterio los solares que le habían usurpado en Herrán y Villarán. No se conoce exactamente la fecha, pero se comenta en dicho escrito como una propiedad de Oña le habría sido transmitida con anterioridad; y se muestra también, cómo el poblado de Villarán pleiteó con la pueblo de Frías, obteniendo sentencia favorable que establecía su condición “exenta de pago” de todos los impuestos, como lugar aforado al fuero de Vizcaya.
Desde finales del siglo XIV, Villarán se separa totalmente del Valle de Tobalina, al cual perteneció; pasando a formar parte de los llamados “Aforados de Moneo”, un peculiar ente que se regía por la jurisdicción de Vizcaya, concedido por don Diego López de Haro y constituidos en aquel entonces por Moneo, Bustillo, Villarán y Bascuñuelos, pueblo este último que  se agregaría a Tobalina en 1905. Así que, Villarán acabará integrándose a mediados del pasado siglo XX en el municipio de Medina de Pomar; y en definitiva, los pueblos de Moneo, Bustillo y Villarán pasaron a depender de dicho ayuntamiento.
Como dato anecdótico, en algunos textos sobre leyendas e historias de la tradición oral de la comarca, se puede leer esta frase o dicho popular aplicada a los de este pueblo: “En Villarán, si no te la han hecho, ya te la harán”.

#### Símbolos
El apellido Villarán, en la comarca de “Las Merindades” (Burgos), tiene su origen en la provincia de Navarra; siendo su escudo simple de armas doble: por un lado, en el primer campo azul trece estrellas de plata de cinco puntas colocadas en tres palos y una punta, igual que en el Valle de Salazar (Navarra), aunque con distintos colores; y por otra parte, en el segundo campo de plata, un árbol sinople con sus raíces fuera, y al pie un lobo pasante al tronco, atado con una cadena, muy similar al del Valle de Leiza (Navarra), aunque también con distintos colores. Curiosamente, cerca del poblado de Villarán se encuentra el de Salazar que tiene por escudo el mismo de la familia Fernández de Villarán, pero con estrellas de oro y fondo rojo.
La familia Fernández de Villarán tuvo su primigenio solar en la villa de Almendres, pasando posteriormente al lugar de Villarán, cuyo nombre adquirió. Queda constancia en el año 1734 como Pedro Fernández de Villarán tuvo un pleito que litigó sobre su hidalguía, perteneciendo al término municipal por aquel entonces conocido como los "Aforados de Moneo" que desde tiempo atrás estuvieron unidos al Señorío de Vizcaya, formando parte de las Encartaciones y gozando de su fuero; después estas tierras correspondieron al dominio de los Reyes de Castilla. Más adelante, miembros de esta familia enclavaron su residencia en Cebolleros dónde edificaron dos casas solares y armeras de piedra sillería exhibiendo en sus fachadas el escudo de armas de la familia Villarán.
La casa Villarán y su árbol genealógico se fue extendiendo hacia Villarcayo de Merindad de Castilla la Vieja, Medina de Pomar, Las Viadas, Cebolleros, Burgos, Valladolid, La Rioja, Jerez de la Frontera, entre otros; y por el resto del mundo.

#### Topónimo
El origen y significado del nombre de Villarán es incierto, lo más probable es que pueda provenir de la unión de “villa” en latín y de “aran” que en el suroeste de Navarra, Álava, norte de Burgos significa “endrina” (ciruelo silvestre) de dónde se obtiene una bebida denominada Pacharán; o también puede tener su equivalencia en la palabra “(h)aran” como “valle”.

## Geografía

#### Ubicación
El poblado de Villarán se ubica en el Noreste de la provincia de Burgos, a 94 kilómetros de la capital (Burgos), en la comunidad autónoma de Castilla y León, reino de España. Las coordenadas de Villarán son latitud: 42° 52' 28.63" N, longitud: 3° 23' 14.42" O ; tiene una extensión de 6,89 km² y un perímetro de 12,2 kilómetros. El núcleo del poblado, sin embargo, posee una extensión menor con un área de 49.735 m² y con una zona perimetral de 1.098 metros. Se encuentra a 668 metros sobre el nivel del mar (m s. n. m.), según el Instituto Geográfico Nacional. Los municipios limítrofes con Villarán serán:
| Noroeste: Medina de Pomar | Norte: Castrobarto | Noreste: Quincoces de Yuso        |
| Oeste: Manzanedo          |                    | Este: Villanueva de Valdegovía    |
| Suroeste: Nofuentes       | Sur: Trespaderne   | Sureste: Quintana Martín Galíndez |

A nivel provincial, limita al Noroeste y al Norte con la provincia de Cantabria; en el Noreste con la provincia de Vizcaya; al Este con la provincia de Álava; al Sureste con provincia de La Rioja; y por último, al Sur, Suroeste y Oeste se une con el resto de la provincia de Burgos.
La comarca de "Las Merindades" se encuentra rodeada por diferentes cadenas montañosas, en la provincia de Burgos por los "Montes Obarenes San Zadornil" y las "Hoces del Alto Ebro y Rudón"; en la provincia de Álava y Vizcaya por el "Gorbea"; y por último en la provincia de Cantabria por los "Collados del Asón"; todos ellos son zonas protegidas e incluidas como Parques Naturales.

#### Hidrografía
El poblado de Villarán es atravesado por el arroyo de Urgaña (nacimiento en barranco de mismo nombre) y el arroyo del Gorrión (nacimiento en los manantiales de Valdeluengo) que desemboca en el río Nela, después de cruzar la población de Nofuentes; y a su vez, se convierte unos pocos kilómetros más abajo, a la altura de la población de Trespaderne, en un afluente del río Ebro. Aunque no suelen ser frecuentes, a veces ante condiciones anormales de lluvia o nieve, se pueden producir riadas e inundaciones en la población cercana de Nofuentes; sin embargo, en Villarán no ocurrirán estos fenómenos, debido a la situación orográfica en la que está emplazado, con mayor altitud.

#### Orografía
Villarán se encuentra a 628 metros de altitud, rodeada por montañas y bastante protegida del viento; destaca el monte Luzón y su mirador con unas fantásticas vistas del valle, ubicado al Sureste con 928 metros sobre el nivel del mar (m s. n. m.), cuya ascensión se puede realizar por el barranco de Urgaña, atravesando un bosque repoblado de pinos. Por el Suroeste la llanura se extiende hacia la salida natural por la población de Nofuentes, encontrándonos de frente con la Sierra de la Tesla.

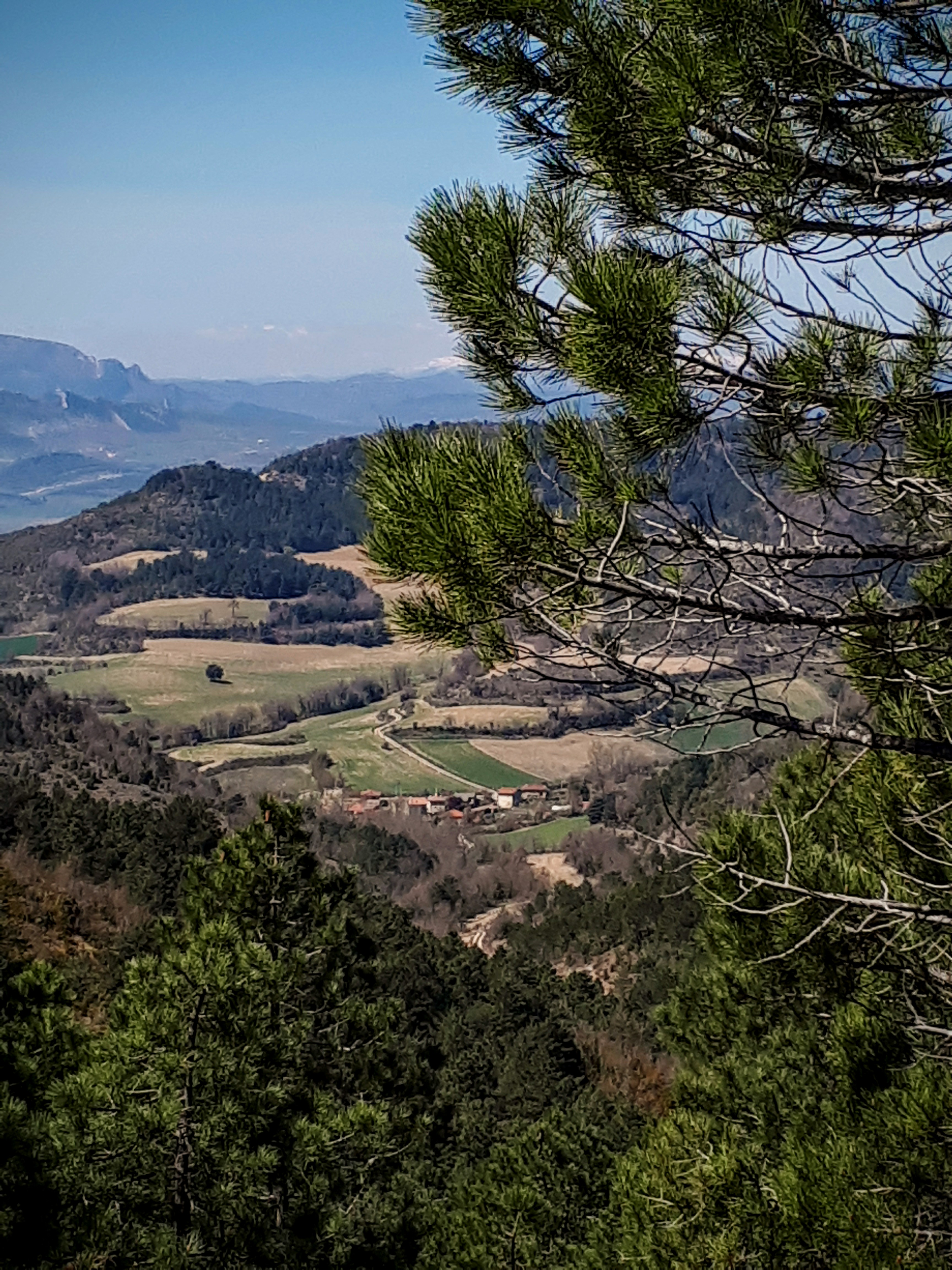
Vistas Orografía de Villarán desde el Monte Luzón.

La comarca de "Las Merindades" donde se emplaza el poblado, destaca por estar cerca de la Cordillera Cantábrica y de la Meseta. La acción poderosa de erosión del río Ebro y Nela, han condicionado este paisaje de contrastes, con bosques dónde conviven especies de clima Mediterráneo, como la encina, la sabina, el madroño; con las propias del clima Atlántico, como el roble, el haya o el arce.

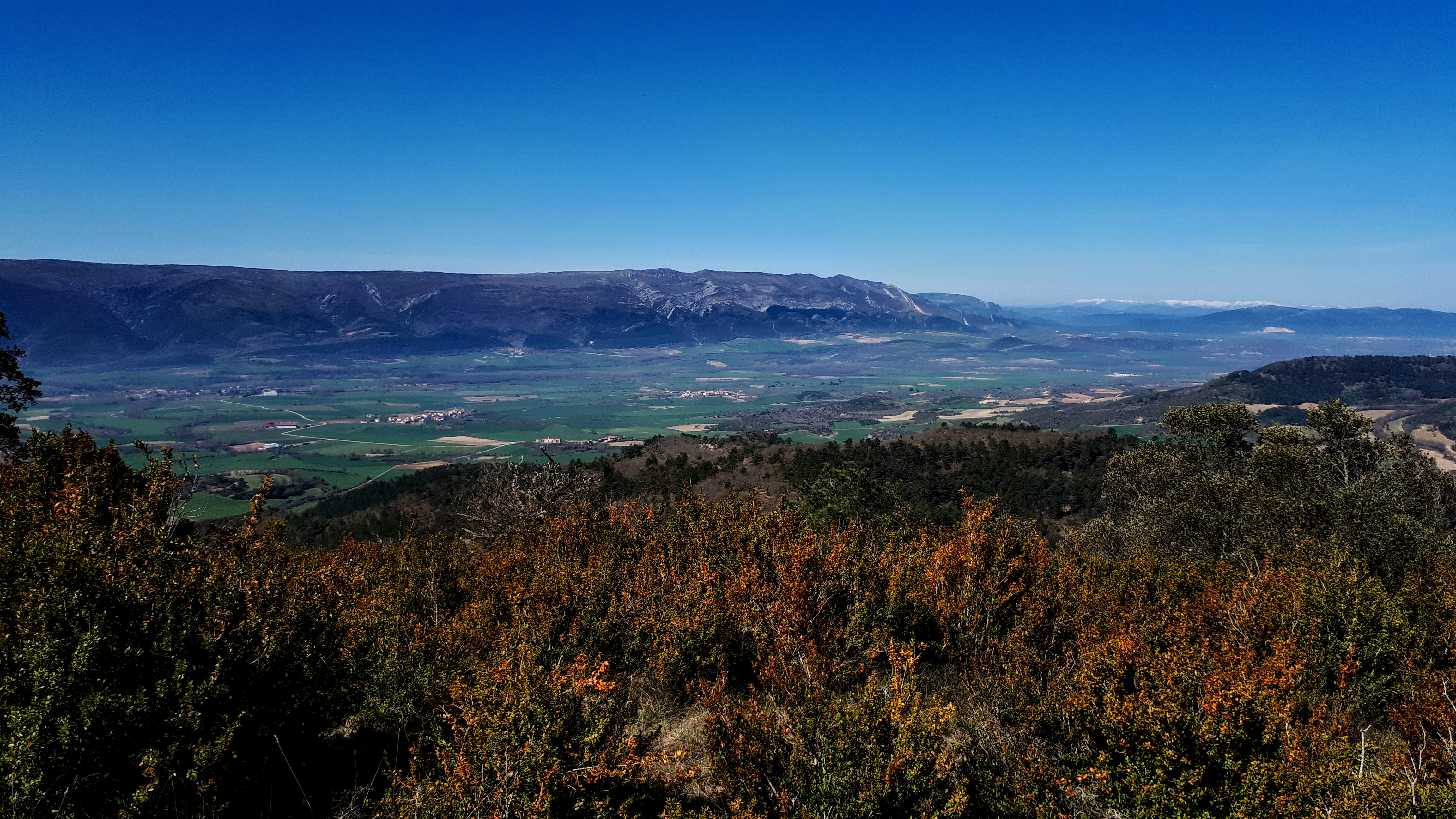
Panorámica Sierra de la Tesla desde el Mirador de Luzón.

A su vez, hay un fuerte disparidad orográfica entre la Sierra de la Tesla, el Desfiladero de los Hocinos, o la Sierra de Tudanca, como algunos de los espacios naturales del territorio, frente a la extensa llanura de la merindad con cultivos agrícolas, pastizales ganaderos, frutales y huertas.

#### Clima
Según las observaciones de la Agencia Estatal de Meteorología (AEMET) el clima promedio en Medina de Pomar, dónde está ubicada la estación meteorológica más cercana a 17 kilómetros de Villarán, tiene unos veranos estables y secos, los inviernos suelen ser muy fríos y ventosos con frecuentes heladas y nieblas en el valle, predominando el viento de componente Norte y Noroeste, siguiendo el curso del río Ebro.
| Parámetros climáticos promedio de los datos proporcionados por Observatorio del Aeropuerto de Burgos desde la Estación Meteorológica de AEMET ubicada en el municipio de Medina de Pomar a 607 metros de altitud (Periodo de referencia: 1981-2010, extremas 1947-2020) | Parámetros climáticos promedio de los datos proporcionados por Observatorio del Aeropuerto de Burgos desde la Estación Meteorológica de AEMET ubicada en el municipio de Medina de Pomar a 607 metros de altitud (Periodo de referencia: 1981-2010, extremas 1947-2020) | Parámetros climáticos promedio de los datos proporcionados por Observatorio del Aeropuerto de Burgos desde la Estación Meteorológica de AEMET ubicada en el municipio de Medina de Pomar a 607 metros de altitud (Periodo de referencia: 1981-2010, extremas 1947-2020) | Parámetros climáticos promedio de los datos proporcionados por Observatorio del Aeropuerto de Burgos desde la Estación Meteorológica de AEMET ubicada en el municipio de Medina de Pomar a 607 metros de altitud (Periodo de referencia: 1981-2010, extremas 1947-2020) | Parámetros climáticos promedio de los datos proporcionados por Observatorio del Aeropuerto de Burgos desde la Estación Meteorológica de AEMET ubicada en el municipio de Medina de Pomar a 607 metros de altitud (Periodo de referencia: 1981-2010, extremas 1947-2020) | Parámetros climáticos promedio de los datos proporcionados por Observatorio del Aeropuerto de Burgos desde la Estación Meteorológica de AEMET ubicada en el municipio de Medina de Pomar a 607 metros de altitud (Periodo de referencia: 1981-2010, extremas 1947-2020) | Parámetros climáticos promedio de los datos proporcionados por Observatorio del Aeropuerto de Burgos desde la Estación Meteorológica de AEMET ubicada en el municipio de Medina de Pomar a 607 metros de altitud (Periodo de referencia: 1981-2010, extremas 1947-2020) | Parámetros climáticos promedio de los datos proporcionados por Observatorio del Aeropuerto de Burgos desde la Estación Meteorológica de AEMET ubicada en el municipio de Medina de Pomar a 607 metros de altitud (Periodo de referencia: 1981-2010, extremas 1947-2020) | Parámetros climáticos promedio de los datos proporcionados por Observatorio del Aeropuerto de Burgos desde la Estación Meteorológica de AEMET ubicada en el municipio de Medina de Pomar a 607 metros de altitud (Periodo de referencia: 1981-2010, extremas 1947-2020) | Parámetros climáticos promedio de los datos proporcionados por Observatorio del Aeropuerto de Burgos desde la Estación Meteorológica de AEMET ubicada en el municipio de Medina de Pomar a 607 metros de altitud (Periodo de referencia: 1981-2010, extremas 1947-2020) | Parámetros climáticos promedio de los datos proporcionados por Observatorio del Aeropuerto de Burgos desde la Estación Meteorológica de AEMET ubicada en el municipio de Medina de Pomar a 607 metros de altitud (Periodo de referencia: 1981-2010, extremas 1947-2020) | Parámetros climáticos promedio de los datos proporcionados por Observatorio del Aeropuerto de Burgos desde la Estación Meteorológica de AEMET ubicada en el municipio de Medina de Pomar a 607 metros de altitud (Periodo de referencia: 1981-2010, extremas 1947-2020) | Parámetros climáticos promedio de los datos proporcionados por Observatorio del Aeropuerto de Burgos desde la Estación Meteorológica de AEMET ubicada en el municipio de Medina de Pomar a 607 metros de altitud (Periodo de referencia: 1981-2010, extremas 1947-2020) | Parámetros climáticos promedio de los datos proporcionados por Observatorio del Aeropuerto de Burgos desde la Estación Meteorológica de AEMET ubicada en el municipio de Medina de Pomar a 607 metros de altitud (Periodo de referencia: 1981-2010, extremas 1947-2020) |
| Mes | Ene. | Feb. | Mar. | Abr. | May. | Jun. | Jul. | Ago. | Sep. | Oct. | Nov. | Dic. | Anual |
| --- | --- | --- | --- | --- | --- | --- | --- | --- | --- | --- | --- | --- | --- |
| Temp. máx. media (°C) | 7.0 | 9.0 | 12.9 | 14.4 | 18.4 | 23.7 | 27.6 | 27.5 | 23.3 | 17.2 | 10.9 | 7.7 | 16.6 |
| Temp. media (°C) | 3.1 | 4.1 | 7.0 | 8.6 | 12.2 | 16.5 | 19.5 | 19.5 | 16.1 | 11.5 | 6.6 | 3.9 | 10.7 |
| Temp. mín. media (°C) | -0.8 | -0.8 | 1.1 | 2.7 | 5.9 | 9.2 | 11.5 | 11.5 | 8.9 | 5.9 | 2.1 | 0.2 | 4.8 |
| Precipitación total (mm) | 44 | 35 | 34 | 61 | 63 | 41 | 23 | 23 | 38 | 60 | 60 | 63 | 545 |
| Días de precipitaciones (≥ 1 mm) | 7.5 | 6.9 | 6.1 | 9.2 | 9.3 | 5.7 | 3.6 | 3.4 | 5.3 | 8.3 | 8.7 | 9.3 | 83.3 |
| Días de nevadas (≥ ) | 4.7 | 3.7 | 2.8 | 1.9 | 0.3 | 0.0 | 0.0 | 0.0 | 0.0 | 0.0 | 1.7 | 3.4 | 18.5 |
| Horas de sol | 86 | 116 | 175 | 185 | 226 | 277 | 320 | 292 | 220 | 151 | 99 | 78 | 2225 |
| Humedad relativa (%) | 85 | 77 | 69 | 69 | 67 | 62 | 57 | 58 | 65 | 74 | 82 | 85 | 70.8 |
| Fuente: Agencia Estatal de Meteorología | | | | | | | | | | | | | |

Durante el transcurso del año, la temperatura media varía de 3 °C mínimo a 20 °C máximo y rara vez baja a menos de -1 °C o sube a más de 28 °C. Los meses con mayor volumen de precipitaciones se producen en los meses de abril y mayo; y posteriormente, durante los meses de octubre, noviembre y diciembre. Las nevadas son esporádicas u ocasionales, aunque cuando se producen son abundantes. La mejor época para visitar "Las Merindades", según la puntuación del portal de turismo, es desde mediados de junio hasta mediados de septiembre.

## Patrimonio histórico
La iglesia de Villarán, denominada “Nuestra Señora de la Asunción”, se encuentra en ruinas; tuvo muchas reformas pero todavía conserva su estructura primitiva de Iglesia Románica del siglo XII. Su construcción fue realizada en mampostería; los ángulos del edificio están formados con sillarejo y sillería reforzando las esquinas; y por último, señalar que los vanos están levantados también en sillería. La estructura consta de una torre y a continuación un pórtico; le sigue una nave, cuya techumbre esta caída, orientada su portada al Sur; para finalizar con una cabecera semicircular de bóveda de horno.

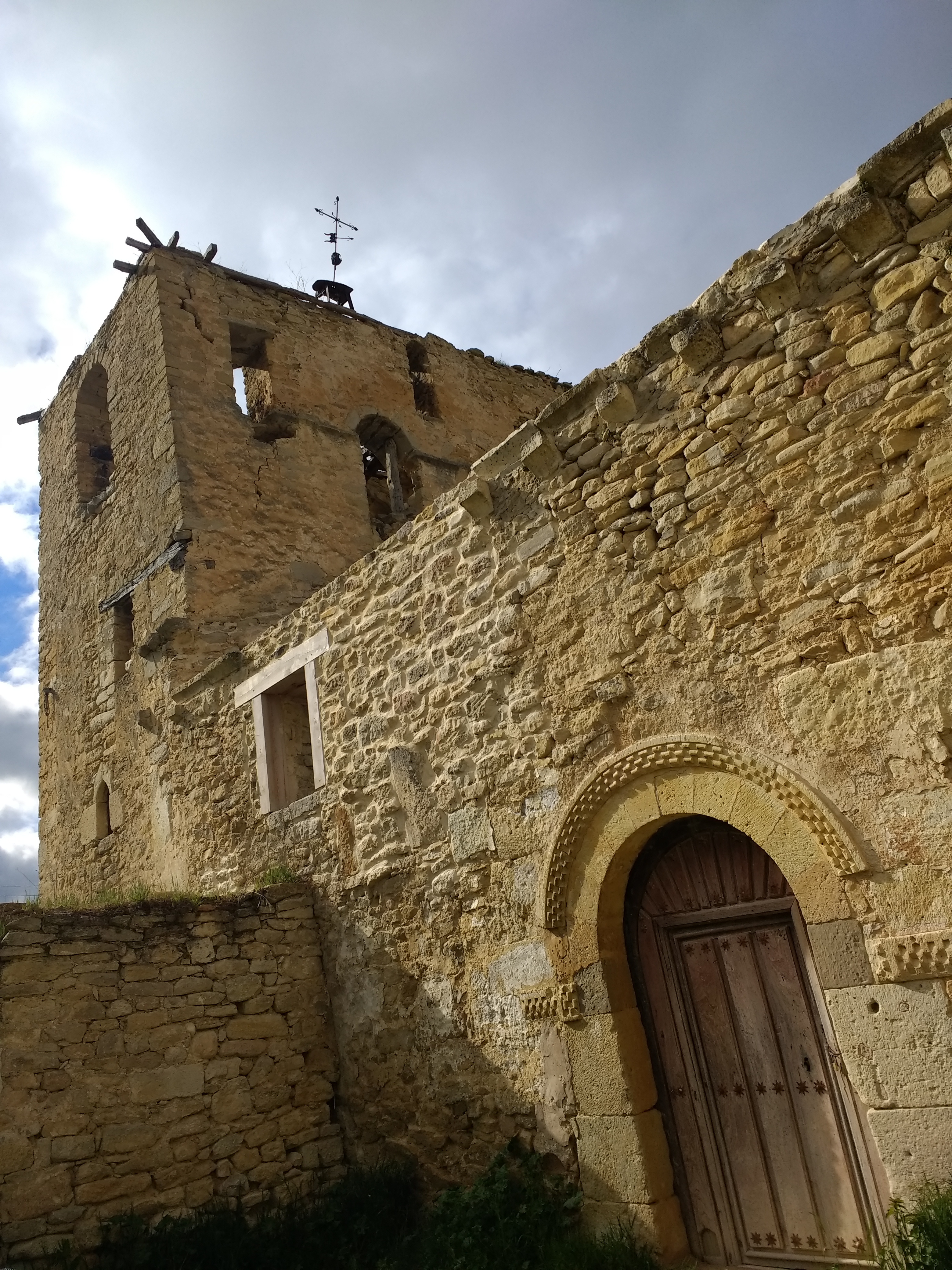
Iglesia de Nuestra Señora de la Asunción en Villarán.

Dentro de la iglesia encontramos unas pinturas murales del periodo segunda mitad del siglo XV correspondiente a un retablo-tabernáculo abierto, que representan a los Evangelistas del Colegio Apostólico, y que cubren todo el hemiciclo del ábside, realizadas por Pedro Muñoz en el año 1510. Los nueve apóstoles se representan de pie y portando sus atributos con su nombre inscrito en el nimbo. El color dominante es el gris, sobre su oscuro fondo hay una representación de flores blancas y grises. Sobre ellas, en la bóveda de horno, se observa la representación de "Cristo en Majestad" rodeado por los Tetramorfos y flanqueado por el león de "San Marcos" y el toro de "San Lucas".

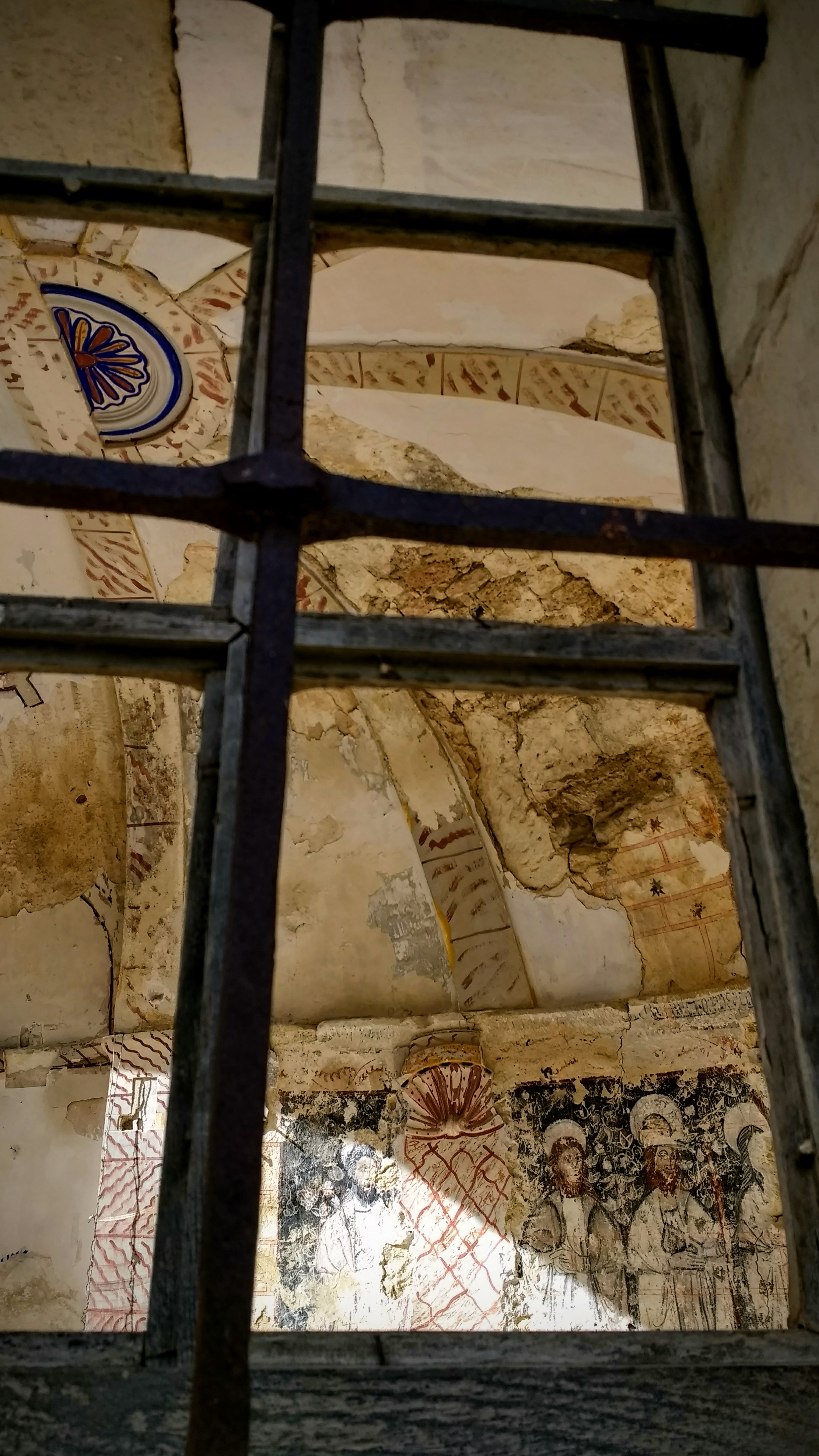
Pinturas Evangelistas del Colegio Apostólico en la Iglesia de Nuestra Señora de la Asunción en Villarán.

El pórtico de acceso es románico con arco de medio punto, y se adorna con cenefa ajedrezada. La sacristía se encuentra en la cabecera Norte, abriéndose junto a ella dos capillas laterales en el primer tramo de la nave. La torre data del siglo XVI, amplia y maciza posee una planta rectangular con vanos, algunos cegados y otros abiertos; además de un campanario con dos troneras de medio punto con impostas de nacela envolvente, sobre ellas se dispone una tercera más pequeña. La iglesia del siglo XII, de cuya época solo mantiene el ábside, conservando en la zona exterior tres arcos ciegos, y en el central la ventana absidal, se modificó en su conjunto y amplió durante los siglos XV, XVI, XVIII y XIX; entre otras modificaciones, todavía quedan restos de la decoración en época barroca. Sus libros parroquiales comienzan en 1852, según el censo de los archivos parroquiales.

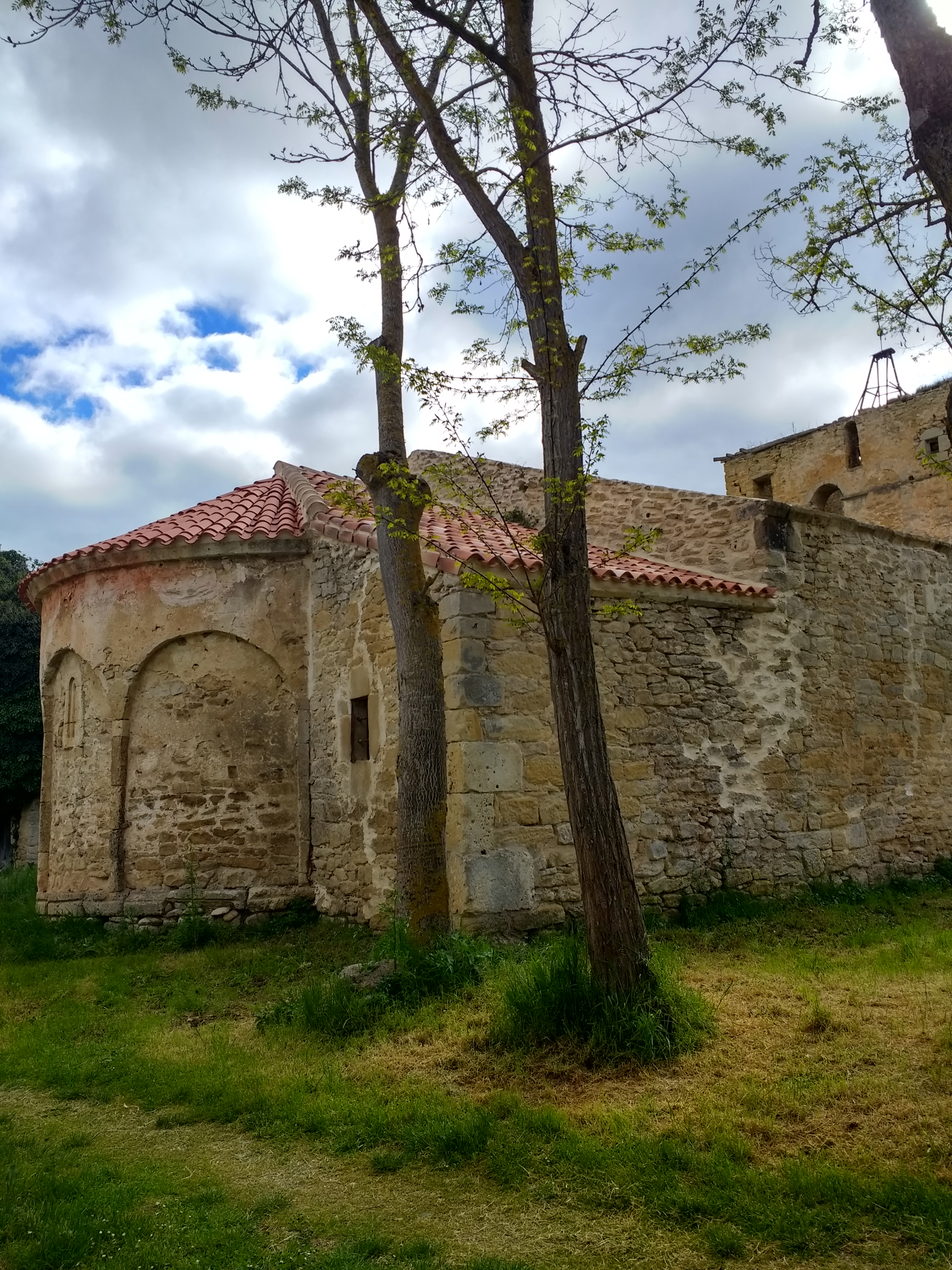
Fachada estilo románico en la Iglesia de Nuestra Señora de la Asunción en Villarán.

En sus tierras están clasificados como yacimiento arqueológico Medieval, su iglesia nombrada también como "Santa María" y un puente posiblemente de origen Medieval, según la Junta de Castilla y León.

## Gastronomía
Villarán y la comarca de "Las Merindades" poseen una gran diversidad de productos autóctonos con los que se pueden crear sabrosos platos; entre ellos podemos destacar los derivados de la matanza del cerdo, como el chorizo, la morcilla o los torreznos. La morcilla suele ser elaborada por cada pequeño productor proporcionado su toque personal, creando un producto muy distintivo.
De las huertas destacan las lechugas de la diversidad batavia, las patatas que tienen la peculiaridad de ser las más tardías de España; y por último, las frutas como las manzanas y las cerezas de producción familiar que proporcionan un sabor espléndido debido a la naturaleza de sus tierras que las ve crecer; junto con las aguas del río Nela y Ebro que las riegan. Además, dichas aguas nos surtirán de truchas.
Debido al entorno natural, rodeado por bosques, hay temporada de hongos y setas; entre las especies preponderan los famosos perrechicos, el boletus, los níscalos, las senderuelas, los cantharellus, y las colmenillas. Son productos muy demandados por los restaurantes.
La comarca posee un carácter ganadero destacando como producto principal la ternera, e incluyendo también el ganado bovino de mayor tamaño, con denominación de origen "Carne de Las Merindades"; además del cordero lechal de "oveja churra" utilizado para la realización de asados; y por último, la carne de caza, entre los más solicitados el corzo de carne roja suave, y el jabalí con una carne más magra. Se produce leche del ganado vacuno y ovino para realizar quesos, mantequilla y otros derivados; también hay una gran tradición en la realización de queso fresco. 
La miel es otro de los productos tradicionales de la comarca; el tipo de miel que más destaca es la de brezo. El olor, sabor y color de la miel dependerá del polen y el néctar recolectado por las abejas, y de la vegetación presente en el entorno; así que, existirán mieles con diferentes texturas.
Los dulces más representativos de la comarca son el hojaldre, las pastas, las rosquillas y las tartas caseras. Hay un pan tradicional que se realiza en las panaderías denominado "Rosca", consiste en introducir dentro de un pan con forma redondeada chorizo antes de su cocción; antiguamente solo se realizaba en ocasiones especiales como domingo de Pascua o en alguna romería.
Por último, señalar el vino blanco con una elaboración realizada en pequeños viñedos familiares, los cuales se están intentando recuperar y ampliar, ubicados en el Valle de Tobalina y Mena, y también en Frías.

## Fiestas populares
Las fiestas locales del poblado de Villarán se celebran el 15 de agosto, festividad de "Nuestra Señora de la Asunción". Además, también se festeja el 15 de mayo la festividad de San Isidro Labrador, y el 29 de junio la festividad de los santos San Pedro y San Pablo.

## Parroquia
La iglesia católica parroquial de "Nuestra Señora de la Asunción" en Villarán, depende de la parroquia de Nofuentes desde el Arciprestazgo de Medina de Pomar, perteneciente a la Archidiócesis de Burgos. Todas las localidades dependientes son: Ael, Cebolleros, Mijangos, Las Quintanillas, Urria, Valdelacuesta, Villamagrín, Villapanillo, Villavedeo y Villarán; además también se incluye, el "Convento de las Madres Clarisas de Nuestra Señora de Rivas" que se encuentra en lo alto del pueblo de Nofuentes, desde donde se domina el curso bajo del río Nela.

## Demografía
Los últimos datos oficiales recogidos en el Instituto Nacional de Estadística (2020) señalan que el poblado de Villarán posee una población de 4 habitantes. Sobre los datos aportados, se observa que a comienzos del año 2000 la población era tan solo de 2 habitantes, y a partir del año 2004 aumenta hasta los 7 habitantes, oscilando poco hasta el 2019; en el año 2020 se produce una disminución del padrón.
La mayor parte de las casas de Villarán son de piedra con origen hidalgo, y alguna de ellas muestran rasgos de un pasado con estilo gótico. Nunca fue un lugar donde hubiese un gran asentamiento de población.
El político y escritor Pascual Madoz e Ibáñez en su libro "Diccionario geográfico-estadístico-histórico de España y sus posesiones de Ultramar" hace constar 38 habitantes en el año 1848.
Igual que la enorme mayoría de los pueblos de la provincia, aumentó a lo largo de la segunda mitad del siglo XIX, mostrando en 1900 un censo de 117 personas. La población empezó a descender en la primera mitad del siglo XX, computando 81 habitantes en el año 1950; y durante la segunda mitad hubo otro inevitable proceso de emigración hacia las zonas industriales, reduciéndose de nuevo la población considerablemente.
| Gráfica de evolución demográfica de Villarán entre 2000 y 2020     |
|                                                                    |
| Población de derecho (2000-2019) según el padrón municipal del INE |

En definitiva, actualmente la baja población con la que cuenta, contrasta con la llamativa cifra en torno al centenar que poblaban sus calles. Su caserío se asienta sobre un valle rodeado principalmente de pinos; además de robles y hayas. Los principales vecinos de Villarán son Valujera, Lechedo, Ael, Hierro, Almendres, Las Quintanillas, Cebolleros, Villavedeo, Villapanillo, Nofuentes, entre otros.

## Economía
Las posibilidades agrícolas son pequeñas para Villarán, aunque posee tierras dedicadas al cultivo del cereal; dado lo dificultoso del terreno y al estar rodeado por montaña, es más apropiado para la explotación ganadera, principalmente vacas, ovejas y cabras.

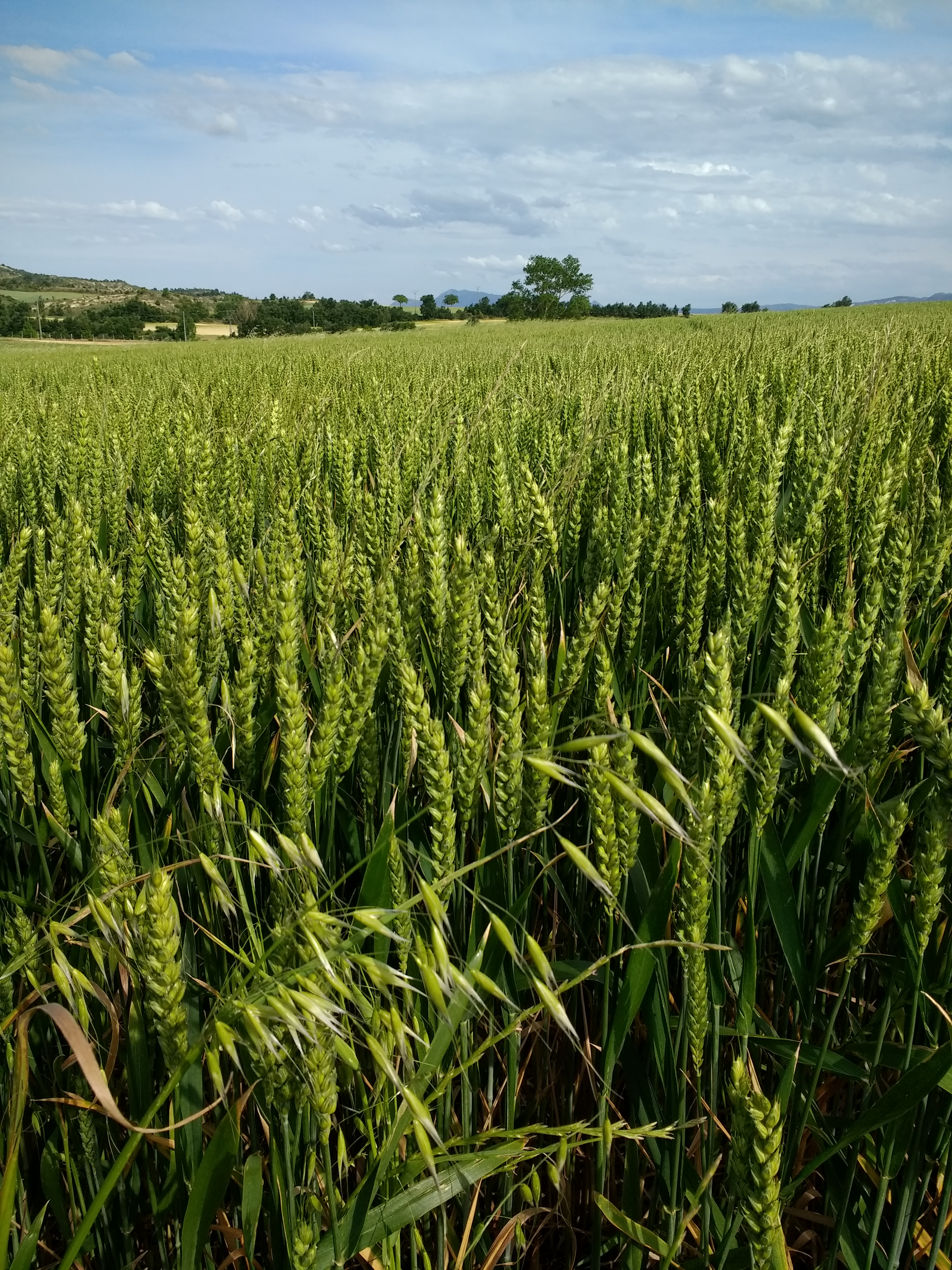
Campo de Cereales en Villarán.

Antiguamente, también se explotaba el bosque como fuente de leña y resina. En sus bosques no es raro ver corzos, jabalíes y zorros buscando refugio.